# Cal Josa
Cal Josa és un habitatge a Belianes (l'Urgell) catalogat a l'Inventari del Patrimoni Arquitectònic de Catalunya. Casa pairal datada del segle xvi realitzada a partir de carreus de pedra tallada que conformen una bona estereotomia externa. Casa de tres pisos, on a la planta baixa hi ha dues portes d'entrada. Ambdues portes són realitzades mitjançant arcs de mig punt dovellats. A la porta central de la façana les dovelles superiors han estat retallades per la construcció posterior d'un balcó just damunt d'aquest accés a la casa. L'altra porta es troba desplaçada a un dels laterals de la façana i es conserva perfectament. A la primera planta s'obren per banda dues finestres rectangulars sense cap llinda decorativa i centralment dos balcons, un dels quals com s'ha dit anteriorment talla part de les dovelles de la porta principal. Aquests balcons són fruits d'una remodelació posterior d'aquesta casa, segurament per l'estil de les baranes i la tipologia de balcó, datarien dels segles XVIII-XIX. Finalment la planta superior es conforma per la planta de sostre més baix i on s'obren un seguit de finestres també rectangulars i perfectament ordenades espacialment. A la segona planta hi ha quatre finestres amb cornisa. Remata la construcció una cornisa.